# Tomoko Kaneda
Tomoko Kaneda (金田 朋子 Kaneda Tomoko) (Yokohama, 29 maggio 1973) è una doppiatrice giapponese.
A causa del suo timbro di voce molto dolce, giovane ed a volte acuto, doppia molto spesso dei personaggi di giovane età, e ha anche affermato che usando l'elio la sua voce non cambia poi molto. Lavora attualmente per la Aoni Production.

## Personaggi doppiati
- Calumon (Culumon) in Digimon Tamers
- Chiyo Mihama in Azumanga daiō
- Marie in Onegai Teacher e Onegai Twins
- Gyokuyo in Juuni Kokki
- Tsubame Tsubakura (Terry) in Battle B-Daman
- Fuku in Tenchi muyō! GXP
- Cynthia & Grace in Hanaukyo Maid Team
- Chiquitita in Shining Force Neo
- Daisuke Niwa (da giovane) in D.N.Angel
- PyuPyu in Twin Princess - Principesse gemelle
- Dengaku Man in Bobobo-bo Bo-bobo
- Bonta-kun in Full Metal Panic? Fumoffu
- Asu Yamada in Binbō Shimai Monogatari
- Mayumi Takahashi in Re:Cutie Honey
- Peach in PPG Z - Superchicche alla riscossa
- ShiroBon in Bomberman Jetters
- Desertrian in HeartCatch Pretty Cure!
- Ryo in Ninin Ga Shinobuden
- Kuniko Touya in Tantei gakuen Q
- Neliel Tu Oderschvank in Bleach: Heat the Soul 4 e Bleach
- Laetitia in Madlax
- Mayuko Kamikawa in Sola
- Aoi Oribe in Myself ; Yourself
- Tenko-chan in Il girotondo rotondo di Onchan
- Oshiri Kajiri Mushi in Oshiri Kajiri Mushi
- Kane Tomo per il sintetizzatore vocale UTAU
- Karal e Soldato del Regno dell'Acqua in Klonoa (videogioco 2008)
- Fin in Phantom Breaker
- Chime in Goddess of Victory: Nikke